# ديفيد ديفيس (سياسي بريطاني)
ديفيد ديفيس (بالإنجليزية: David Davis) هو سياسي بريطاني، ولد في 23 ديسمبر 1948 في يورك في المملكة المتحدة. حزبياً، نشط في حزب المحافظين.

## مناصب
- في الانتخابات العمومية للمملكة المتحدة 1987 [الإنجليزية]‏، انتخب عضو البرلمان الخمسون للمملكة المتحدة عن دائرة Boothferry (UK Parliament constituency) [الإنجليزية]‏ خلال فترته النيابية ‏ (11 يونيو 1987 – 16 مارس 1992).
- في الانتخابات العامة في المملكة المتحدة 1992 [الإنجليزية]‏، انتخب عضو البرلمان الحادي والخمسون للمملكة المتحدة عن دائرة Boothferry (UK Parliament constituency) [الإنجليزية]‏ خلال فترته النيابية ‏ (9 أبريل 1992 – 8 أبريل 1997).
- في الانتخابات العامة في المملكة المتحدة 1997 [الإنجليزية]‏، انتخب عضو البرلمان الثاني والخمسون للمملكة المتحدة عن دائرة هالتيمبريس وهاودين وقد انضم خلال فترته النيابية ‏ (1 مايو 1997 – 14 مايو 2001) للكتلة البرلمانية حزب المحافظين.
- في الانتخابات العامة في المملكة المتحدة 2001، انتخب عضو برلمان المملكة المتحدة الـ53 عن دائرة هالتيمبريس وهاودين وقد انضم خلال فترته النيابية ‏ (7 يونيو 2001 – 11 أبريل 2005) للكتلة البرلمانية حزب المحافظين.
- في 2008 Haltemprice and Howden by-election [الإنجليزية]‏، انتخب عضو برلمان المملكة المتحدة الـ54 عن دائرة هالتيمبريس وهاودين وقد انضم خلال فترته النيابية ‏ (11 يوليو 2008 – 12 أبريل 2010) للكتلة البرلمانية حزب المحافظين.
- في الانتخابات العامة في المملكة المتحدة 2005، انتخب عضو برلمان المملكة المتحدة الـ54 عن دائرة هالتيمبريس وهاودين وقد انضم خلال فترته النيابية ‏ (5 مايو 2005 – 18 يونيو 2008) للكتلة البرلمانية حزب المحافظين.
- في انتخابات المملكة المتحدة لعام 2010، انتخب عضو برلمان المملكة المتحدة الـ55 عن دائرة هالتيمبريس وهاودين وقد انضم خلال فترته النيابية ‏ (6 مايو 2010 – 30 مارس 2015) للكتلة البرلمانية حزب المحافظين.
- في الانتخابات العامة في المملكة المتحدة 2015، انتخب عضو برلمان المملكة المتحدة الـ56 عن دائرة هالتيمبريس وهاودين وقد انضم خلال فترته النيابية ‏ (8 مايو 2015 – 3 مايو 2017) للكتلة البرلمانية حزب المحافظين.
- في الانتخابات التشريعية البريطانية 2017، انتخب عضو برلمان المملكة المتحدة الـ57 عن دائرة هالتيمبريس وهاودين وقد انضم خلال فترته النيابية ‏ (8 يونيو 2017 – ) للكتلة البرلمانية حزب المحافظين.
- انتخب عضو مجلس الشورى البريطاني.
- انتخب Secretary of State for Exiting the European Union [الإنجليزية]‏ (13 يوليو 2016 – 8 يوليو 2018).
- انتخب وزير الدولة لشؤون أوروبا (المملكة المتحدة) (20 يوليو 1994 – 2 مايو 1997).
- انتخب الأمين العام لحزب المحافظين [الإنجليزية]‏ (18 سبتمبر 2001 – 23 يوليو 2002).
- انتخب Shadow Secretary of State for Housing, Communities and Local Government [الإنجليزية]‏ (23 يوليو 2002 – 11 نوفمبر 2003).
- انتخب وزير ظل الدولة للداخلية [الإنجليزية]‏ (11 نوفمبر 2003 – 12 يونيو 2008).

## وصلات خارجية
- ديفيد ديفيس على موقع مونزينجر (الألمانية)
- ديفيد ديفيس على موقع إن إن دي بي (الإنجليزية)

- الموقع الرسمي